# Бобылёво (Брянская область)
Бобылёво — деревня в Брянском районе Брянской области, в составе Новосельского сельского поселения. Расположена у северо-западной окраины села Новосёлки, при истоке реки Судость. Население — 40 человек (2010).

## История
Впервые упоминается в 1610 году как владение дворянского рода Зиновьевых. В XVIII веке перешла к Сафоновым, затем Тютчевым, позднее Оболенским, при которых (с начала XIX века) стала именоваться сельцом. В 1820-х гг. приобретена М. П. Бахтиным; с 1836 в ведении государства. Входила в приход села Новосёлки.
В XVII—XVIII вв. относилась к Подгородному стану Брянского уезда;
с 1840-х гг. входила в Барышенскую волость для государственных крестьян, с 1855 — в «экономическую» Супоневскую волость. С 1861 по 1924 год в Госамской волости Брянского (с 1921 — Бежицкого) уезда; в 1924—1929 гг. — в Овстугской волости. С 1929 года состояла в Жирятинском районе, при временном упразднении которого (1957) вошла в Брянский район.
В 1964 году, на волне борьбы с «неблагозвучными» топонимами, деревня Бобылёво получила новое наименование — Верхняя Судость, однако на практике продолжало использоваться историческое название, ныне вновь являющееся официальным.